# Freddy Bravo
Freddy Egberto Bravo (12 april 1962) is een voormalig profvoetballer uit Ecuador, die speelde als verdediger gedurende zijn carrière.

## Clubcarrière
Bravo speelde vanaf 1983 voor achtereenvolgens LDU Portoviejo, CD Filanbanco, Barcelona SC, CA Green Cross en LDU Quito. Met Barcelona won hij in 1991 de Ecuadoraanse landstitel.

## Interlandcarrière
Bravo speelde twaalf interlands voor Ecuador in de periode 1987-1991. Hij maakte zijn debuut op 5 maart 1987 in de vriendschappelijke uitwedstrijd tegen Cuba (0-0) in Havana, net als Kléber Fajardo, Pietro Marsetti en Raúl Avilés. Bravo nam met Ecuador deel aan de strijd om de Copa América 1991 in Chili.
| Interlands van Freddy Bravo voor Ecuador | Interlands van Freddy Bravo voor Ecuador | Interlands van Freddy Bravo voor Ecuador | Interlands van Freddy Bravo voor Ecuador | Interlands van Freddy Bravo voor Ecuador | Interlands van Freddy Bravo voor Ecuador |
| №                                        | Datum                                    | Wedstrijd                                | Uitslag                                  | Competitie                               | Goals                                    |
| Als speler van Club Deportivo Filanbanco | Als speler van Club Deportivo Filanbanco | Als speler van Club Deportivo Filanbanco | Als speler van Club Deportivo Filanbanco | Als speler van Club Deportivo Filanbanco | Als speler van Club Deportivo Filanbanco |
| ---------------------------------------- | ---------------------------------------- | ---------------------------------------- | ---------------------------------------- | ---------------------------------------- | ---------------------------------------- |
| 1                                        | 5 maart 1987                             | Cuba – Ecuador                           | 2 – 1                                    | Vriendschappelijk                        | 0                                        |
| 2                                        | 8 maart 1987                             | Cuba – Ecuador                           | 0 – 0                                    | Vriendschappelijk                        | 0                                        |
| 3                                        | 10 september 1989                        | Paraguay – Ecuador                       | 2 – 1                                    | WK-kwalificatie                          | 0                                        |
| 4                                        | 24 september 1989                        | Ecuador – Paraguay                       | 3 – 1                                    | WK-kwalificatie                          | 0                                        |
| Als speler van Barcelona SC              |                                          |                                          |                                          |                                          |                                          |
| 5                                        | 6 juni 1991                              | Peru – Ecuador                           | 0 – 1                                    | Vriendschappelijk                        | 0                                        |
| 6                                        | 19 juni 1991                             | Ecuador – Chili                          | 2 – 1                                    | Vriendschappelijk                        | 0                                        |
| 7                                        | 25 juni 1991                             | Ecuador – Peru                           | 2 – 2                                    | Vriendschappelijk                        | 0                                        |
| 8                                        | 30 juni 1991                             | Chili – Ecuador                          | 3 – 1                                    | Vriendschappelijk                        | 0                                        |
| 9                                        | 7 september 1991                         | Colombia – Ecuador                       | 1 – 0                                    | Copa América                             | 0                                        |
| 10                                       | 9 juli 1991                              | Uruguay – Ecuador                        | 1 – 1                                    | Copa América                             | 0                                        |
| 11                                       | 13 juli 1991                             | Ecuador – Bolivia                        | 4 – 0                                    | Copa América                             | 0                                        |
| 12                                       | 15 juli 1991                             | Brazilië – Ecuador                       | 3 – 2                                    | Copa América                             | 0                                        |

## Erelijst
Barcelona SC
- Campeonato Ecuatoriano

1991